# Bohumír Jan Dlabač
Bohumír Jan Dlabač (uváděn často též jako Dlabacž, německy Gottfried Johann Dlabacz; 18. července 1758 Cerhenice – 4. února 1820 Praha) byl kanovník řádu premonstrátů, vzdělanec, obrozenecký básník, strahovský knihovník, sběratel literárních a uměleckých faktů, hudebník a hudební teoretik.

## Život
Po studiích na pražském Akademickém gymnáziu získal hudební vzdělání v Břevnovském klášteře, kde se záhy stal i fundamentistou. V roce 1775 se za Jana Lohelia Oehlschlegla stal vokalistou Strahovského kláštera. Po absolvování pražského teologického semináře v Norbertinu byl roku 1785 vysvěcen na kněze. Ve Strahovském klášteře zůstal Dlabač až do své smrti; nejprve tam byl písařem a později ředitelem klášterní knihovny. Po Oehlschleglově smrti byl jmenován i ředitelem kůru. Pro svoje mimořádné znalosti i zásluhy byl jmenován čestným členem Hornolužické společnosti věd ve Zhořelci a řádným členem Královské české společnosti nauk v Klementinu.

## Dílo

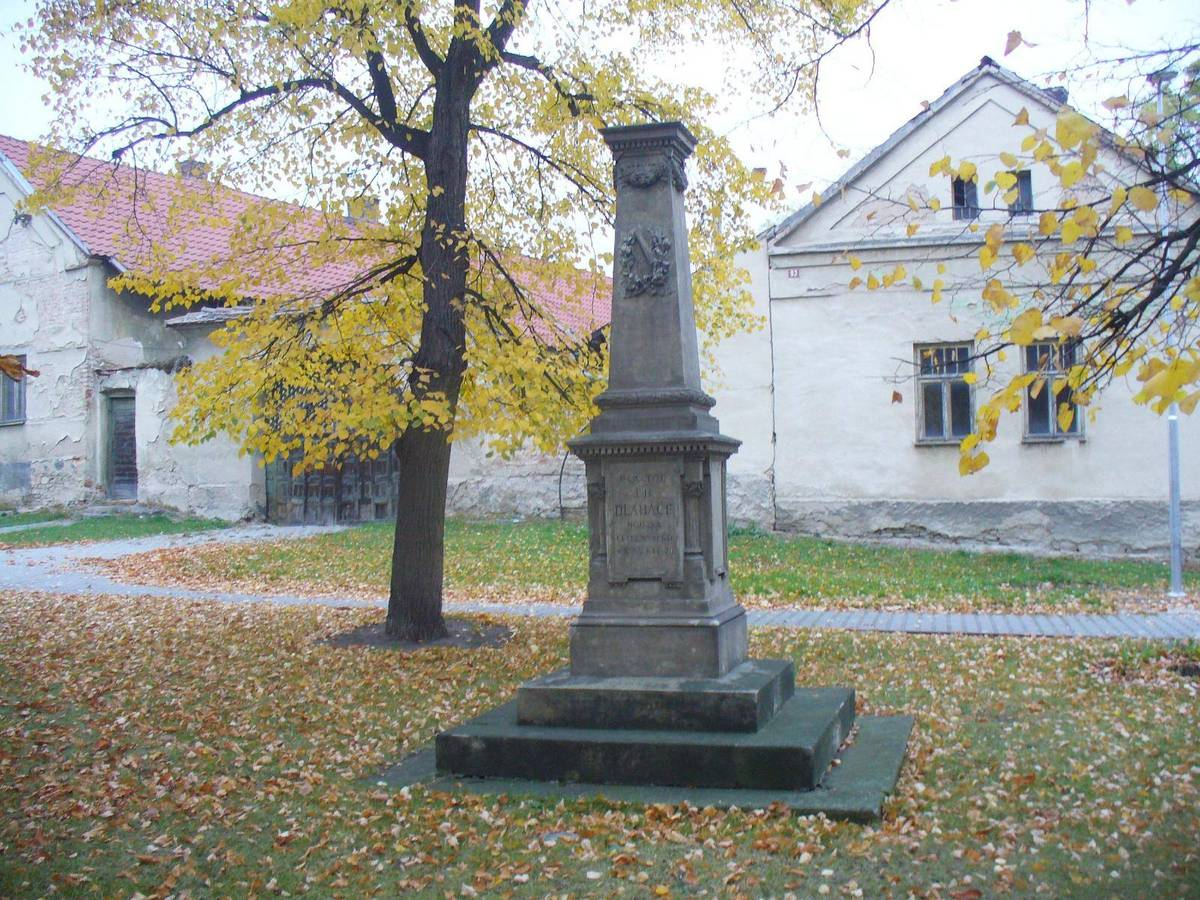
Pomník Jana Bohumíra Dlabače v Cerhenicích

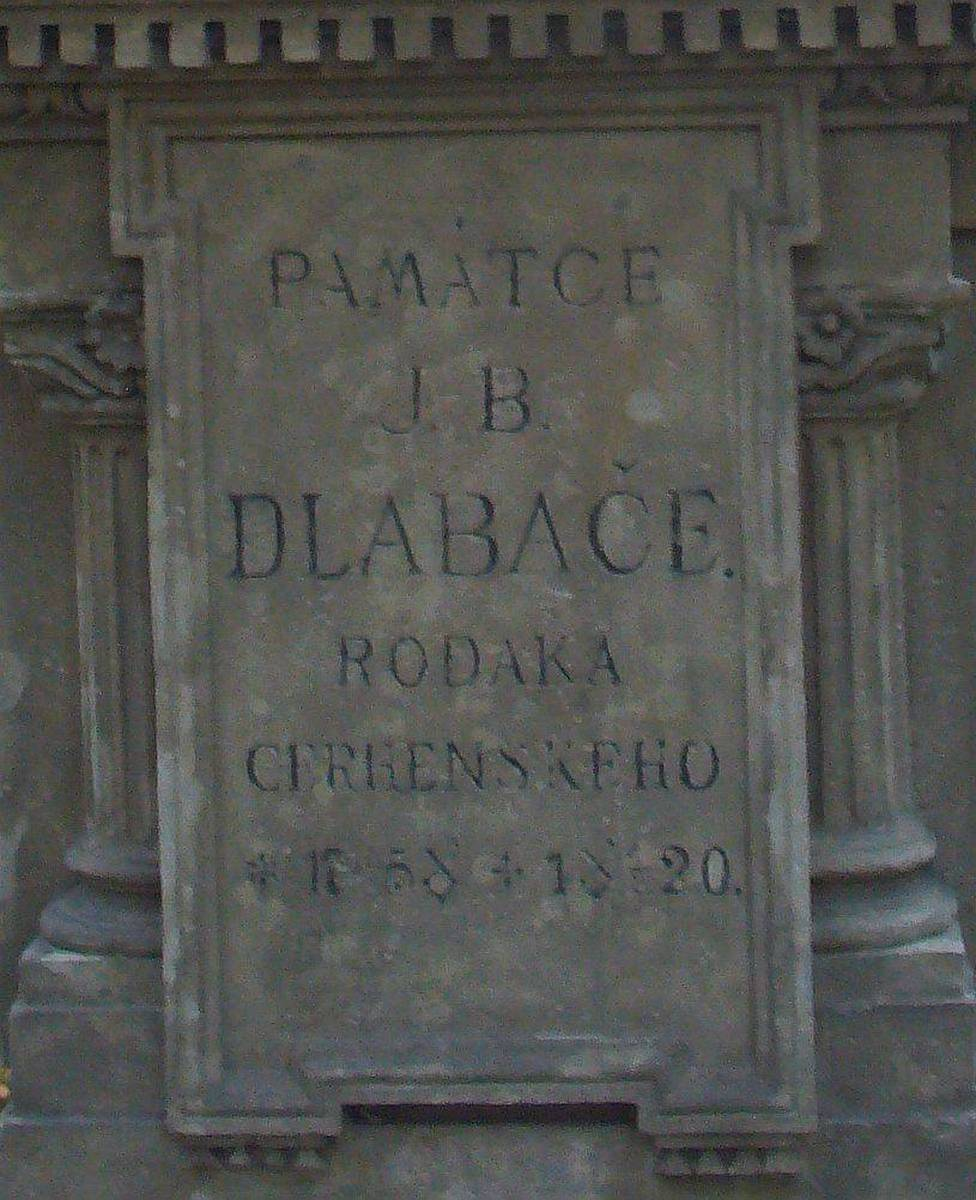

Během svého působení ve Strahovském klášteře Dlabač shromažďoval písemné památky, grafické listy, kresby a hudební díla ze sbírek českých, moravských a slezských klášterů, zejména těch, které byly za Josefa II. zrušeny. Z literárních a archivních pramenů o hudebnících, výtvarnících a literátech v zemích Koruny české pak sestavil rozsáhlý třídílný biografický sborník Allgemeines historisches Künstler-Lexikon für Böhmen und zum Theile auch für Mähren und Schlesien, který vyšel v Praze roku 1815. Toto dílo má fundamentální historickou a kulturní hodnotu, je dodnes považováno za důležitý pramen kulturního života od středověku do počátku 19. století. Dlabačův rukopis je chován ve Strahovské knihovně, výtisky jeho díla se dochovaly v několika desítkách exemplářů v knihovnách ČR, mj. v Knihovně Národního muzea.